# Aito Keravuori
Aito Keravuori, född 14 maj 1910 i Kajana, död 4 augusti 1998 i Maine, var en finländsk militär verksam i både Finland och USA.
Keravuori genomgick Kadettskolan 1932–1934 och blev svårt sårad i Salla under vinterkriget samt deltog i hela fortsättningskriget. Efter kriget tjänstgjorde han i Uleåborgs skyddskårsdistrikt och blev efter en angivelse om delaktighet i den så kallade vapensmusselaffären tvungen att lämna landet, vilket skedde över Kvarken till Sverige samt därifrån vidare till USA över Venezuela.
Keravuori, som hade majors grad i Finland, lät sig värvas till USA:s armé 1947 och erhöll överstes avsked 1968. Han är gravsatt på Arlingtonkyrkogården.